# Jerome Anderson
Jerome "Jay" Anderson (Mullens, Virginia Occidental, 6 de julio de 1953 - Helsingborg, Suecia, 1 de agosto de 2009) fue un jugador y entrenador de baloncesto estadounidense que jugó dos temporadas en la NBA, además de hacerlo en la AABA. También ejerció de entrenador en Suecia y en Noruega durante más de 10 años. Con 1,96 metros de estatura, jugaba en la posición de Escolta.

## Trayectoria deportiva

### Universidad
Jugó durante cuatro temporadas con los Mountaineers de la Universidad de Virginia Occidental, en las que promedió 12,6 puntos y 6,4 rebotes por partido.

### Profesional
Fue elegido en la quincuagésimo tercera posición del Draft de la NBA de 1975 por Boston Celtics, y también por los San Diego Conquistadors en la séptima ronda del Draft de la ABA, eligiendo la primera opción, donde jugó una temporada en la que se proclamaría campeón de la NBA, ayudando con 2,8 puntos por partido.
Al año siguiente, tras ser despedido, fichó como agente libre por Indiana Pacers, donde jugó una temporada siendo uno de los últimos hombres del banquillo, promediando 2,4 puntos por partido.
En 1978 se fue a jugar con los West Virginia Wheels de la All-American Basketball Alliance, donde fue el segundo mejor anotador del equipo, promediando 16,0 puntos por partido.

### Entrenador
Tras su etapa como jugador, se marchó a Suecia, donde ejerció como entrenador durante 12 años, 9 de ellos en el Sundsvall Dragons, tras los cuales entrenó también en Noruega. En 2009 falleció en la ciudad sueca de Helsingborg, tras una larga batalla contra la leucemia.

## Estadísticas de su carrera en la NBA

### Temporada regular
| Temporada | Edad | Equipo         | Liga | P  | TIT | MIN | TC  | TCA | %TC  | 3P | 3PA | %3P | TL  | TLA | %TL  | R.OF. | R.DEF. | REB | ASIS | ROB | TAP | PER | FP  | PTS |
| 1975-76   | 22   | Boston Celtics | NBA  | 22 |     | 5.7 | 1.1 | 2.0 | .556 |    |     |     | 0.5 | 0.7 | .688 | 0.2   | 0.4    | 0.6 | 0.3  | 0.1 | 0.1 |     | 1.1 | 2.8 |
| 1976-77   | 23   | Indiana Pacers | NBA  | 27 |     | 6.1 | 1.0 | 2.2 | .441 |    |     |     | 0.5 | 0.7 | .700 | 0.3   | 0.1    | 0.4 | 0.4  | 0.2 | 0.1 |     | 1.0 | 2.4 |
| Total     |      |                | NBA  | 49 |     | 5.9 | 1.0 | 2.1 | .490 |    |     |     | 0.5 | 0.7 | .694 | 0.3   | 0.2    | 0.5 | 0.3  | 0.2 | 0.1 |     | 1.0 | 2.6 |

### Playoffs
| Temporada | Edad | Equipo         | Liga | P | MIN | TCA | TC | 3PA | 3P | TLA | TL | R.OF. | REB | ASIS | ROB | TAP | PER | FP | PTS | %TC  | %3P | %FT | MIN | PTS | REB | AST |
| 1975-76   | 22   | Boston Celtics | NBA  | 4 | 5   | 1   | 3  |     |    | 0   | 0  | 1     | 1   | 1    | 0   | 0   |     | 1  | 2   | .333 |     |     | 1.3 | 0.5 | 0.3 | 0.3 |
| Total     |      |                | NBA  | 4 | 5   | 1   | 3  |     |    | 0   | 0  | 1     | 1   | 1    | 0   | 0   |     | 1  | 2   | .333 |     |     | 1.3 | 0.5 | 0.3 | 0.3 |